# La habitación verde
La habitación verde (La Chambre verte) es una película francesa de 1978 dirigida por François Truffaut, y la última en la que actuó él. 
Está basada en tres historias de Henry James: 
- El altar de los muertos (The Altar of the Dead), cuento de la colección de 1895 Terminations: un hombre se obsesiona con la muerte de sus seres queridos y construye un monumento en su honor.

- The Way It Came, 1896, cuento que renombraría el autor como The Friends of the Friends en 1909 para su inclusión en la New York Edition, que recoge en 24 volúmenes obras narrativas suyas.

- La bestia en la jungla (The Beast in the Jungle, 1903), novela corta publicada por primera vez en su colección The Better Sort.

## Sinopsis
A finales de los años 20, un periodista llamado Julien Davenne llega desde el este de Francia a un pequeño pueblo. Viudo desde hace 10 años, vive con su ama de llaves y Georges, un niño con una discapacidad en el habla. Tras instalarse en su nueva casa, Julien reúne todas las cosas de su mujer en una habitación verde que prepara exclusivamente para ella.

## Reparto
- François Truffaut: Julien Davenne
- Nathalie Baye: Cecilia Mandel
- Jean Dasté: Bernard Humbert
- Patrick Maléon: Georges
- Jeanne Lobre (como Jane Lobre): Sra. Rambaud
- Antoine Vitez: secretario del obispo
- Jean-Pierre Moulin: Gérard Mazet
- Serge Rousseau: Paul Masigny
- Jean-Pierre Ducos: el sacerdote del tanatorio
- Annie Miller: Geneviève Mazet
- Nathan Miller: el hijo de Geneviève Mazet's
- Marie Jaoul: Yvonne Mazet
- Monique Dury: Monique
- Laurence Ragon: Julie Davenne
- Marcel Berbert: Dr. Jardine
- Guy D'Ablon: un tanatopractor
- Thi-Loan Nguyen (como Thi-Loan N'Guyen) : un aprendiz
- Christian Lentretien: un orador
- Henri Bienvenu: Gustave, el ujier
- Alphonse Simon: un cojimanco
- Anna Paniez: Anna, la pianista
- Carmen Sardá-Cánovas: la mujer del rosario
- Jean-Claude Gasché: un oficial de policía
- Martine Barraqué: la monja de la sala de subastas
- Jean-Pierre Kohut-Svelko: el tullido de la sala de subastas
- Josiane Couëdel: la monja del cementerio
- Roland Thénot: el tullido del cementerio
- Gérard Bougeant: el guarda del cementerio

## Comentarios
La atención que Julien presta a Georges recuerda mucho a una de las obras más famosas de Truffaut El pequeño salvaje

## La frase
Para los insensibles los ojos de Geneviève están cerrados pero para usted, Gerard, siempre estarán abiertos. No piense que la ha perdido, piense que ahora ya no la podrá perder. Dedíquele todos sus pensamientos, todos sus actos, todo su amor y verá que los muertos nos pertenecen si nosotros aceptamos pertenecerles (Julien)

## Curiosidades
- En La habitación verde podemos ver un cuadro donde aparece un músico dirigiendo su orquesta: es Maurice Jaubert, el compositor de la música de la película.
- Se ve en otra escena la imagen del artista francés Jean Cocteau, que además fue amigo de Truffaut.
- Otro de los homenajeados en la película es el escritor inglés Oscar Wilde (aparece en la capilla).
- En otra escena se puede ver el retrato de un americano que se nacionalizó inglés debido a la cercanía que tenía con Europa y en concreto con Inglaterra. Esta persona es Henry James, el autor de la novela en la que se inspiró Truffaut para La habitación verde.